# Куценко Юрій Михайлович
Юрій Михайлович Куценко (рос. Юрий Михайлович Куценко, 5 березня 1952) — радянський легкоатлет, олімпійський медаліст.

## Виступи на Олімпіадах
| Олімпіада   | Дисципліна    | Місце |
| ----------- | ------------- | ----- |
| Москва 1980 | десятиборство | 2     |